# Європейські сухопутні черепахи
Європейські сухопутні черепахи (Testudo) — рід черепах з родини Суходільні черепахи. Має 10 видів, з яких 5 наразі є вимерлими.

## Опис
Це рід невеликих черепах. Загальна довжина їх коливається від 7 до 35 см. Вага становить від 0,7 до 7 кг. Карапакс дуже опуклий та масивний. Невральні кісткові пластинки поперемінно 4- і 8-кутної форми. Присутні пахвовий й паховий щитки. Борозна поміж плечовими та грудними щитками не перетинає ентопластрон або проходить уздовж його заднього краю. Борозна між стегновими і анальними щитками збігається з шарнірним з'єднанням між гіпо-та ксифі-пластронами, чим забезпечується рухливість останніх, зокрема, у статевозрілих самиць. На передніх ногах найчастіше по 5 пальців, рідше по 4.

## Спосіб життя
Полюбляють сухі місцини, напівпустелі, степи й саван. Досить повільні. Усі види рослиноїдні.
Самиці відкладають до 10 яєць. Молоді плазуни з'являються через 60—120 днів.
Усі ці види знаходяться під загрозою зникнення у дикій природі, головним чином через руйнування середовища їх існування.

## Розповсюдження
Мешкають у південній Європі, частково на Балканському півострові, у Туреччині, Ірані, на Кавказі.

## Види
- Testudo graeca (Грецька черепаха)
- Testudo hermanni (Черепаха Ґермана)
- Testudo horsfieldii (Степова черепаха)
- Testudo kleinmanni (Єгипетська черепаха)
- Testudo marginata (Облямована черепаха)
- †Testudo atlas
- †Testudo bulcarica
- †Testudo kenitrensis
- †Testudo marmorum
- †Testudo semenensis